# Suidakra
Suidakra ist eine Melodic-Death-Metal- und Celtic-/Folk-Metal-Band aus Monheim, Deutschland. Der Bandname ist das Ananym des Vornamens des Bandgründers und Gitarristen Arkadius Antonik.

## Geschichte

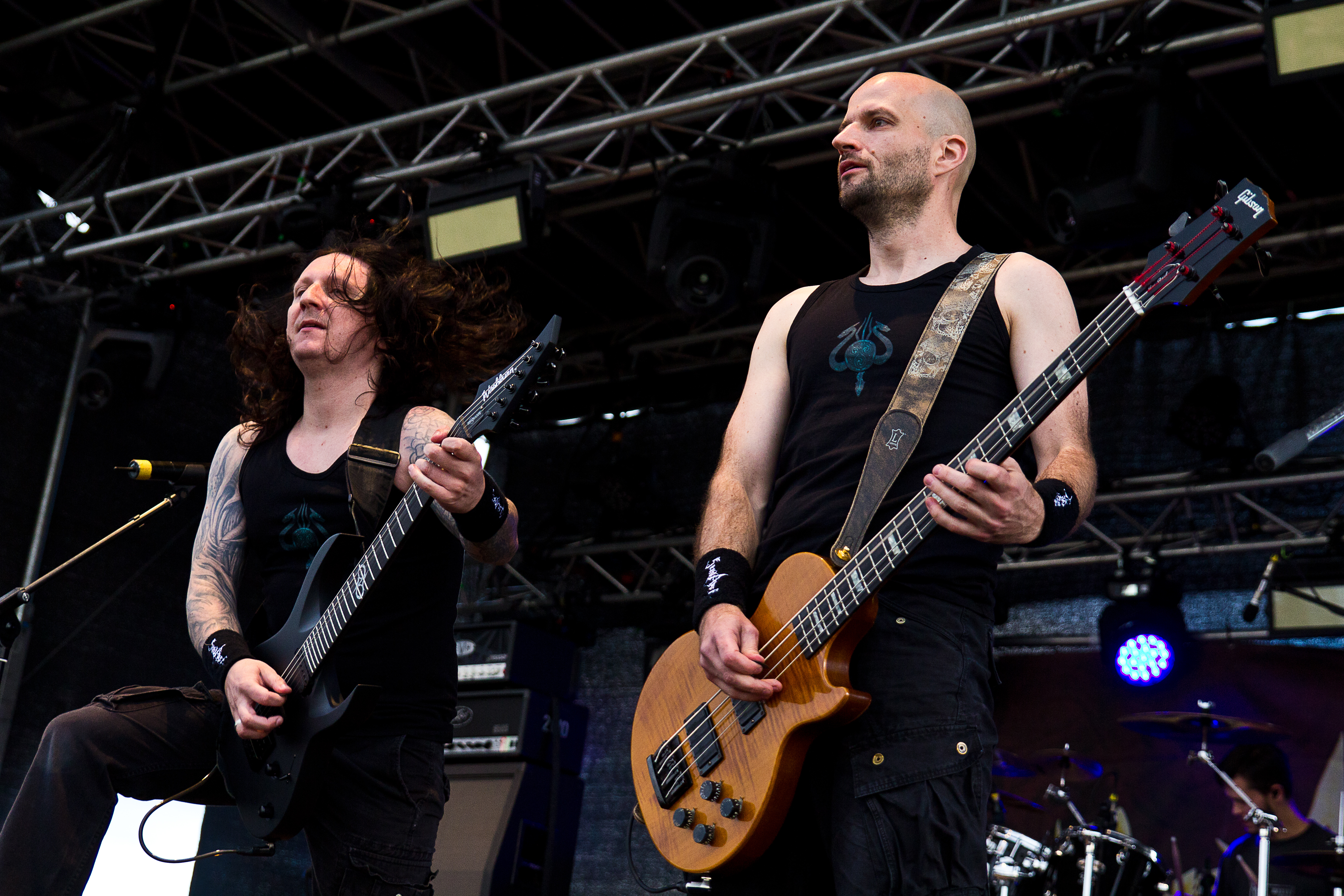
Suidakra auf dem Rockharz 2015 in Ballenstedt

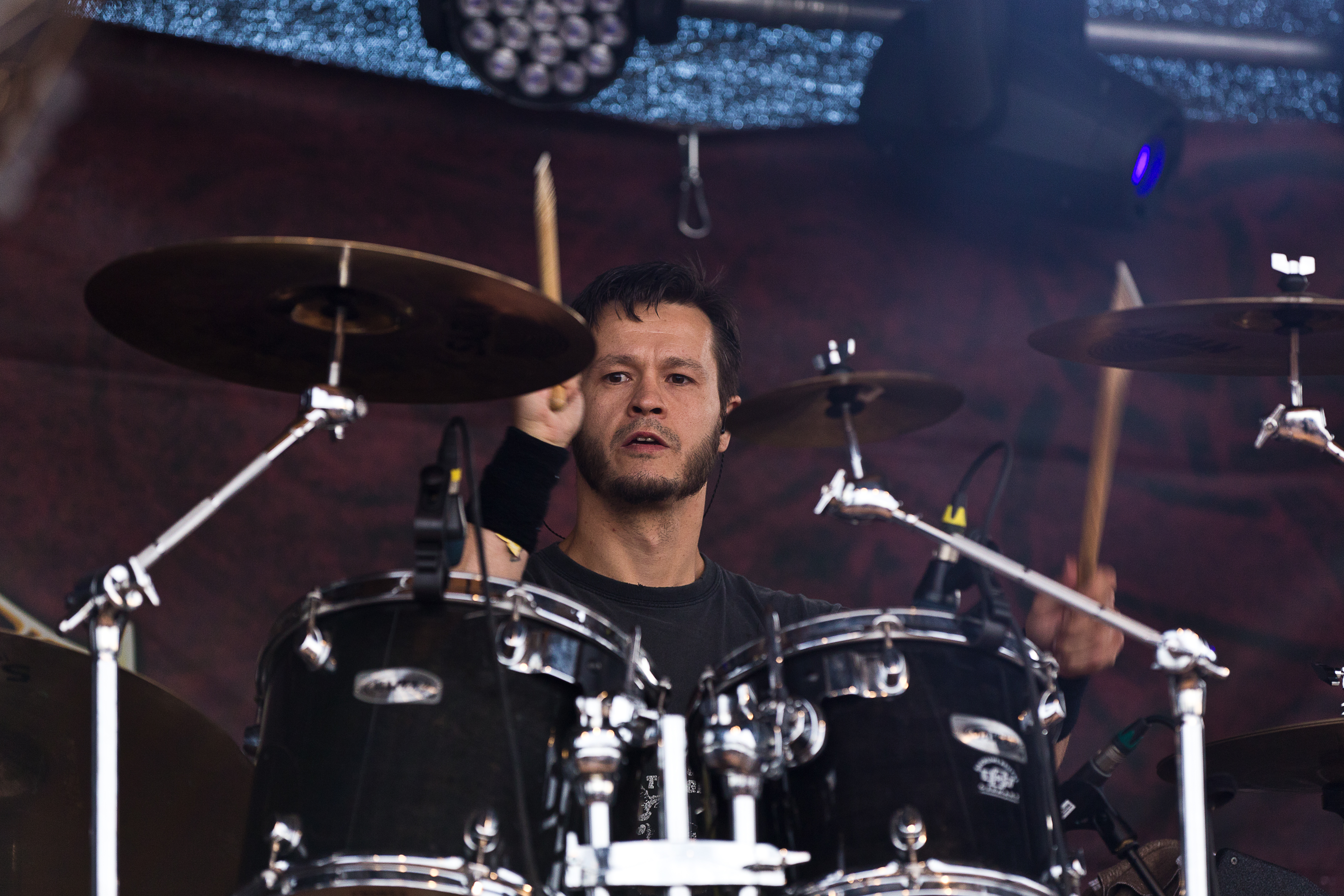
Lars Wehner auf dem Rockharz 2015 in Ballenstedt

### 1994–1997: Gründung und erste Aufnahmen
Die Band wurde 1994 unter dem Namen Gloryfication von Schlagzeuger Stefan Möller und Gitarrist und Sänger Arkadius Antonik gegründet. Nachdem die Band zwei Demoaufnahmen veröffentlicht und Marcel Schoenen aufgenommen hatte, benannte sie sich in Suidakra (Ananym von „Arkadius“) um. Ihre Stilrichtung beschrieb Suidakra zu dieser Zeit als Mischung aus Black Metal und traditionellem Heavy Metal mit Folk-Elementen.

### 1997–1999:Lupine EssenceundAuld Lang Syne
Suidakras Debütalbum, Lupine Essence, wurde selbst produziert und erschien 1997. Von dem Album wurden 2.000 Stück verkauft und ein Vertrag mit dem Label Last Episode wurde unterzeichnet.
Im Jahr 1998 wurde das zweite Studioalbum Auld Lang Syne aufgenommen und veröffentlicht. Das lyrische Konzept dreht sich um Ideen der keltischen Mythologie. Suidakra hatten einige Auftritte, unter anderem auf dem Wacken Open Air und im Vorprogramm von Haggard und Tristania auf deren Tournee.

### 1999–2001:Lays from AfarundThe Arcanum
Für das Album Lays from Afar, das 1999 erschien, wurde der Produzent Andy Classen akquiriert. Dieses Album erhielt einige neue Elemente und eine kohärente Geschichte aus Mythologie und eigener Fiktion.
Die Band war zufrieden mit den Aufnahmen von Lays from Afar, sodass sie wieder das Stage One Studio und Andy Classen als Produzent wählten, um im Jahr 2000 The Arcanum aufzunehmen. Die Lieder handelten vorrangig von keltischer Mythologie und individueller Vorstellungskraft. Nach dem Erscheinen von The Arcanum gab Marcel Schoenen (Gitarre) bekannt, die Band verlassen zu wollen. Er entschied sich jedoch dafür, Arkadius weiterhin beim Songwriting zu unterstützen.

### 2001–2004:Emprise to AvalonundSigns for the Fallen
Mitte 2001 verließ Stefan Möller die Band; er wurde kurz darauf durch Lars Wehner ersetzt. 2001 wechselte die Band außerdem zu Century Media. Bis November 2001 wurden die neuen Lieder der Band überarbeitet, um im Dezember 2001 zum dritten Mal im Stage One Studio aufzunehmen. Auf Emprise to Avalon, dem zweiten Konzeptalbum der Band, handeln die Texte von der Legende um König Artus. Kurz nach den Aufnahmen wurde Marcus Riewaldt Bassist von Suidakra. Im Sommer 2002 spielten Suidakra jeweils zum zweiten Mal auf dem Summer Breeze und dem Wacken Open Air.
Bei dem folgenden Material war erstmals die gesamte Band an der Komposition beteiligt. Im April 2003 traf sich Suidakra zum vierten Mal im Stage One Studio, um Signs for the Fallen aufzunehmen. Vor der Veröffentlichung am 28. Juli hatten Fans die Gelegenheit, Lieder des neuen Albums zu hören, als die Band im Mai im Vorprogramm von Soilwork und Children of Bodom spielte. Im November 2003 ging die Band mit Green Carnation und Mörk Gryning auf die Darkness-in-Disguise-Tournee durch Deutschland, Österreich und Ungarn.

### 2004–2006:Command to ChargeundCaledonia
2004 gab die Band zahlreiche Konzerte und trat im Sommer wieder auf Festivals auf. Nachdem die Hälfte des Materials für das neue Album geschrieben worden war, trennt die Band sich von Century Media aufgrund von Differenzen bezüglich der Zukunft von Suidakra. Das Album wurde daraufhin auf eigene Kosten aufgenommen. Außerdem wechselte sie das Studio; Command to Charge wurde im Gernhart-Records-Studio mit dem Produzenten Martin Buchwalter aufgenommen. Außerdem kam Matthias Kupka zur Band, der den klaren Gesang und die zweite Gitarre übernahm. Im November 2004 wurde das Album aufgenommen und schließlich im Mai 2005 über Armageddon Music veröffentlicht. Danach beteiligte die Band sich an der Wacken Road Show mit Holy Moses, Illdisposed und Regicide und spielte auf Festivals wie dem Atarfe Vega Rock Festival, dem Summer Breeze, dem Metalcamp, dem Metalmania und dem Bloodstock Open Air. Bei Auftritten in Frankreich, Belgien, Österreich und Tschechien wurde das komplette Album gespielt.
Im September 2005 kehrte Marcel Schoenen zu Suidakra zurück. Das achte Studioalbum Caledonia (lat. ‚Schottland‘) erschien 2006. Das Album wird von der Band als „klanglicher Reiseführer durch die grimmigen schottischen Highlands“ beschrieben und handelt von der mystischen Seite des Stamms der Pikten, ihrem Kampf gegen das Römische Reich und die Koexistenz dieser Welten. Gestaltet wurde das Album vom belgischen Künstler Kris Verwimp. Die Band trat erneut beim Wacken Open Air auf und gab im November 2006 ein Akustikkonzert beim Kielowatt Festival, das vom auch für Suidakras erstes Musikvideo The IXth Legion zuständigen Regisseur Sebastian Radtke aufgezeichnet wurde. Anfang 2007 ging die Band auf eine Tournee durch Russland und die Ukraine, gefolgt von einer Europatournee mit Ensiferum und einzelnen Konzerten in Europa einschließlich ihres ersten Auftritts in Irland. Im Sommer folgten erneut Auftritte bei Festivals, wobei der Auftritt beim Wacken Open Air gefilmt wurde. Gitarrist Schoenen stieg endgültig aus und wurde durch Tim Siebrecht ersetzt.

### 2006–2008:13 Years Of Celtic Wartunes

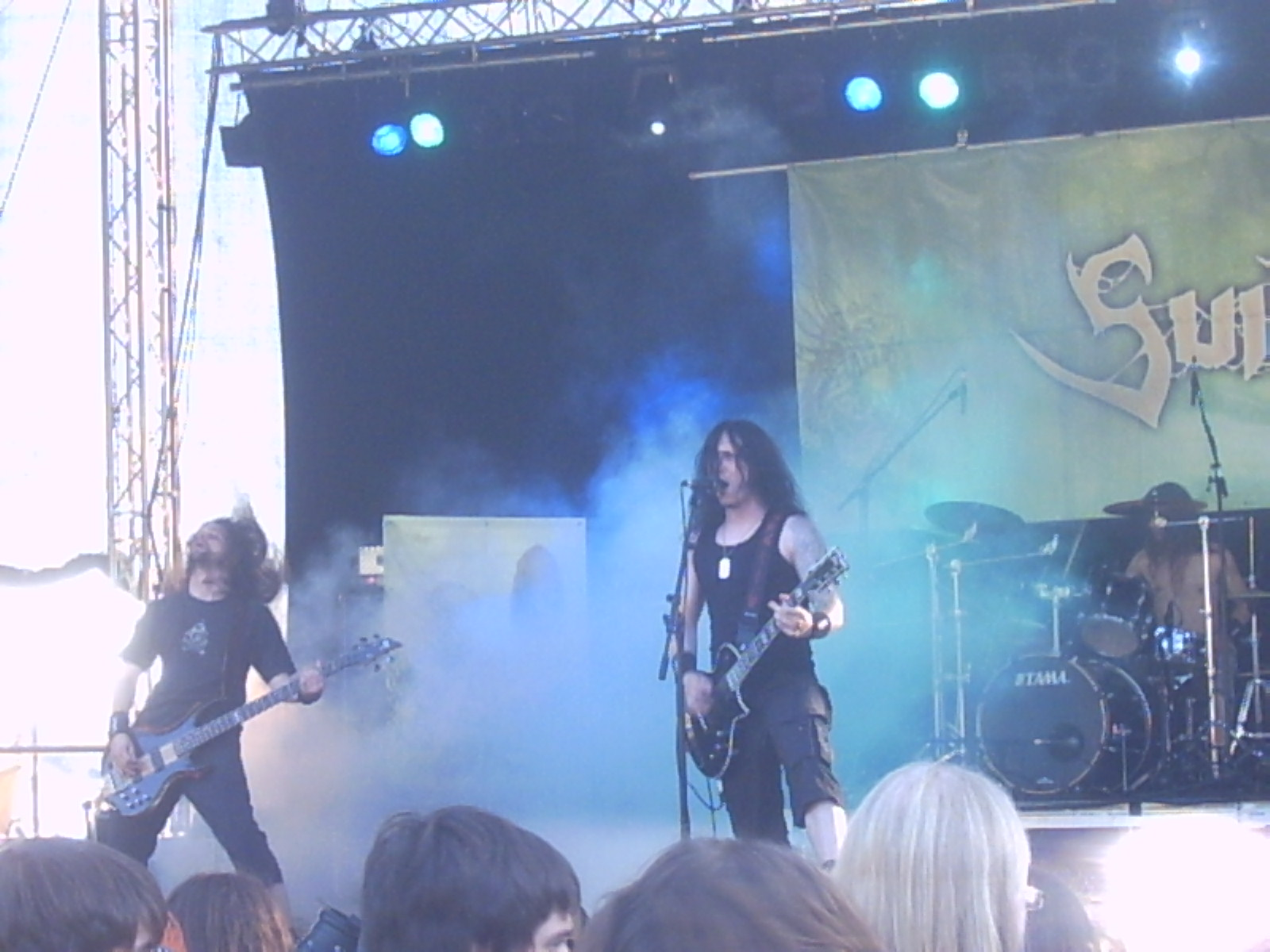
Suidakra live auf dem Rock Area Festival in Losheim am 30. August 2008

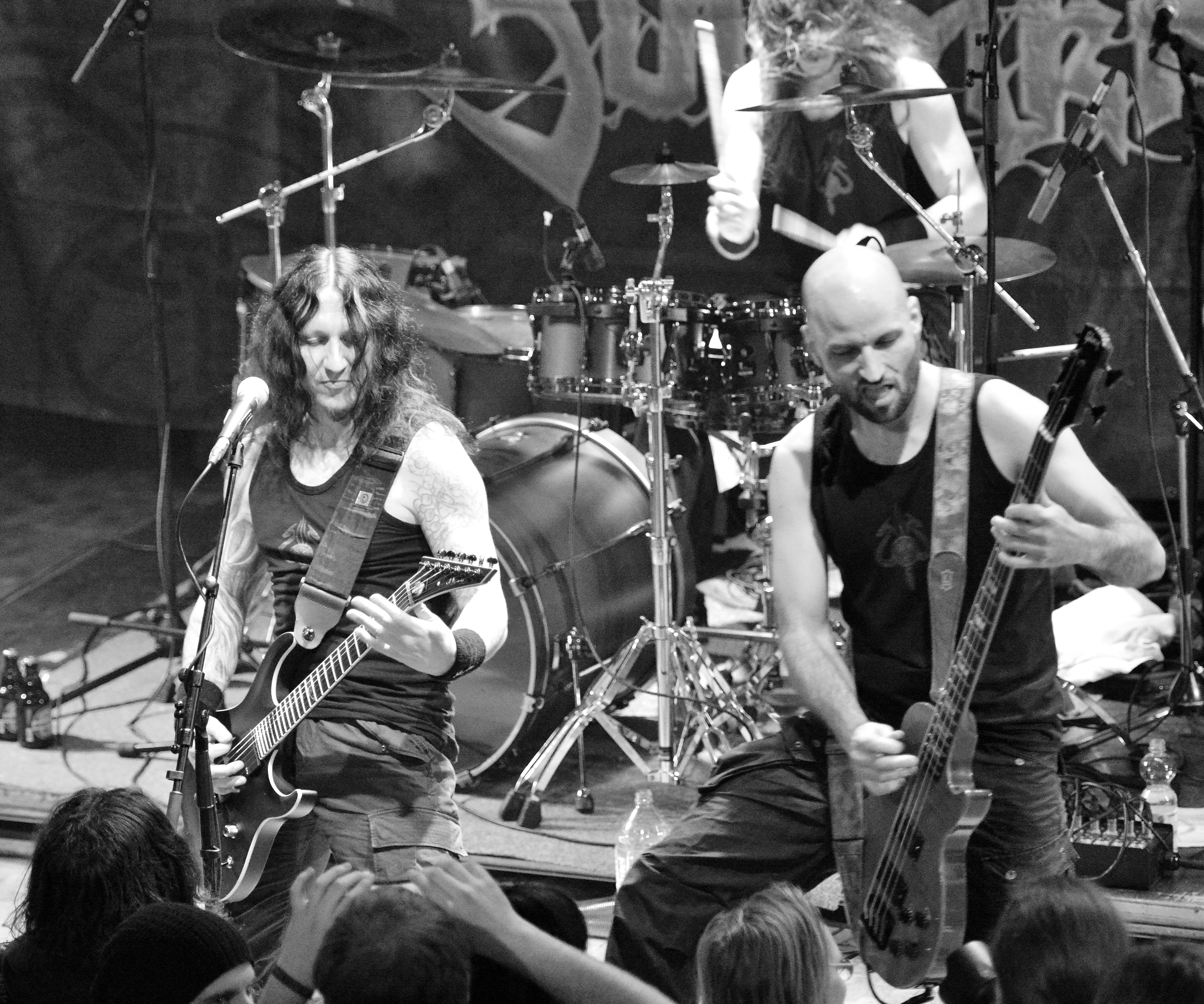
Suidakra beim Heathen Rock Festival 2015

Im April 2008 wurde die erste DVD 13 Years of Celtic Wartunes veröffentlicht, die neben den Mitschnitten vom Kielowatt Festival und dem Wacken Open Air 2007 auch eine Best-of-CD enthält, die u. a. vier neu aufgenommene Stücke vom Debütalbum enthält.

### 2008–2010:Crógacht
Im Februar 2009 erschien Suidakras neuntes Studioalbum, Crógacht (ir. ‚Mut‘ oder ‚Tapferkeit‘), das erneut mit Buchwalter aufgenommen wurde und die Band zwischen Melodic Death Metal und Irish Folk verortet und mit Instrumenten wie Sackpfeife, Banjo und Tin Whistle sowie einem Chor experimentiert; der klare Gesang nahm eine geringere Rolle ein und stammte von Arkadius Antonik. Stilistisch war das Album aggressiver als der Vorgänger. Verwimp steuerte neben der Gestaltung auch die Liedtexte bei. Das Konzeptalbum ist durch eine Sage der irischen Mythologie inspiriert, bekannt als Aided Óenfhir Aoífe oder The Death of Aoife’s only son. Es erzählt die Geschichte des Helden Cúchulainn und seiner Reise zur Insel Skye, wo er die Kunst zu Kämpfen durch die Kriegerin Scáthach erlernen möchte.
Im März 2009 gab die Band eine US- und Kanada-Tournee. Mit Sebastian Jensen fand sie wieder einen festen Gitarristen. Im Juni 2009 folgte eine kurze China-Tournee. Im Herbst 2009 unterzeichneten die beiden Gitarristen Antonik und Jensen einen Endorsement-Vertrag mit dem amerikanischen Gitarrenhersteller Gibson.
Im Frühjahr, Sommer und Herbst 2010 fanden zahlreiche Konzerte, Tourneen und Festivalauftritte in Spanien, Portugal, Nordamerika, Frankreich, der Schweiz und in der Türkei statt. Dazu gehörten auch einige gemeinsame Auftritte mit Orphaned Land und ein Auftritt beim Ragnarök-Festival. Im Juli 2010 kündigte die Band das neue Album Book of Dowth an.

### 2010–2013:Book of Dowth und Eternal Defiance
Die Aufnahmen zum zehnten Studioalbum Book of Dowth begannen am 30. November 2010 im Gernhart Studio in Siegburg. Gitarrist Sebastian Jensen verließ Suidakra, da er aufgrund seiner beruflichen Situation nicht mehr genügend Zeit für die Band aufbringen konnte. Für 2011 kündigte die Band an, nur als Trio weitermachen zu wollen, wobei Marius „Jussi“ Pesch sie als Live-Gitarrist unterstützte. Nach nur rund drei Wochen im Studio waren die Aufnahmen bis Weihnachten 2010 zu Book of Dowth bereits abgeschlossen.
Am 25. Januar 2011 verkündete Suidakra den Wechsel zum neuen Plattenlabel AFM Records. Veröffentlicht wurde Book of Dowth am 25. März 2011. Für den Sommer sind mehrere Konzerte und Festivalauftritte geplant.
2012 verließ Marcus Riewald die Band um sich andere Prioritäten zu setzen. Mit Tim Siebrecht hat man einen Ersatz gefunden.

## Diskografie
Studioalben

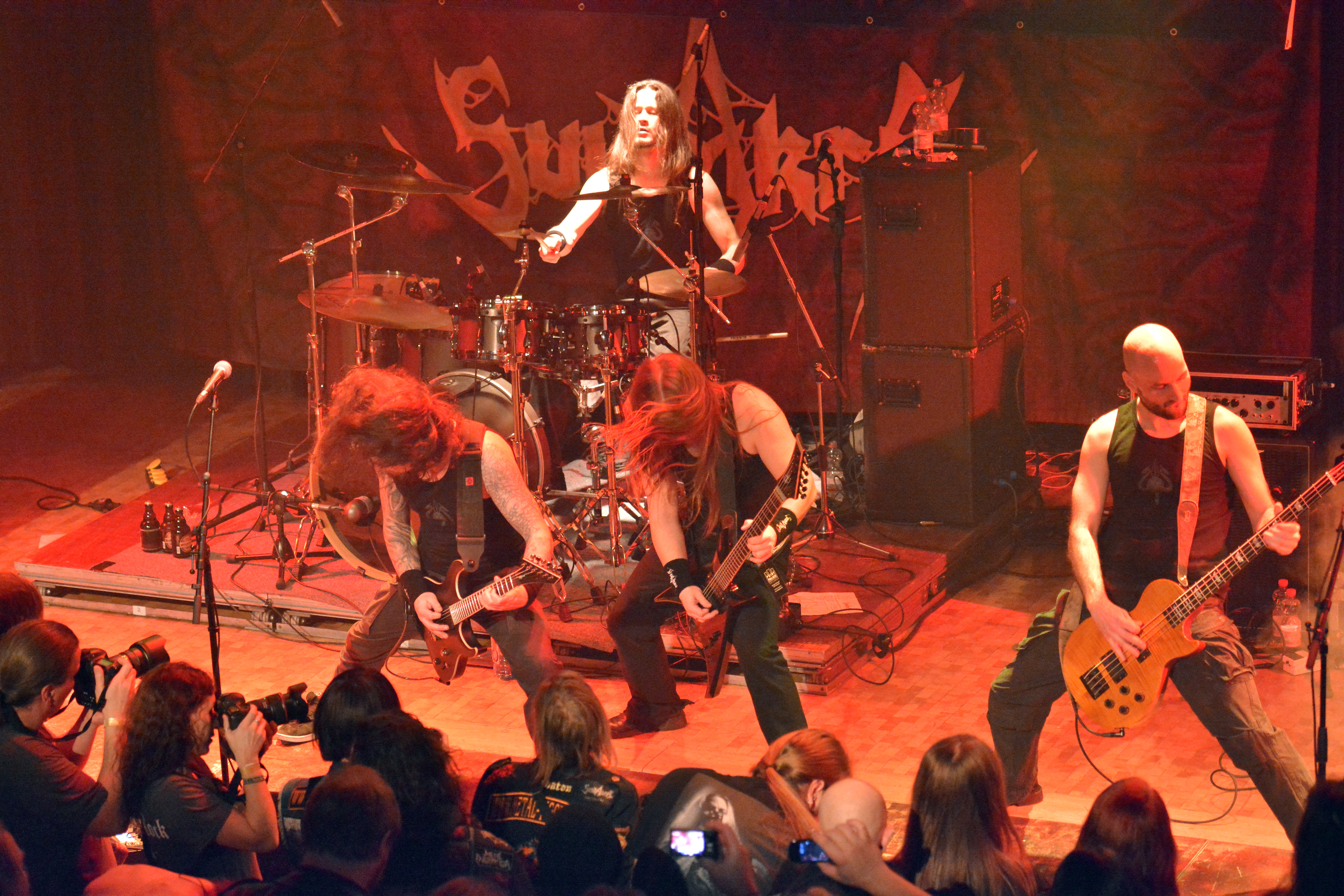
Suidakra beim Heathen Rock Festival 2015

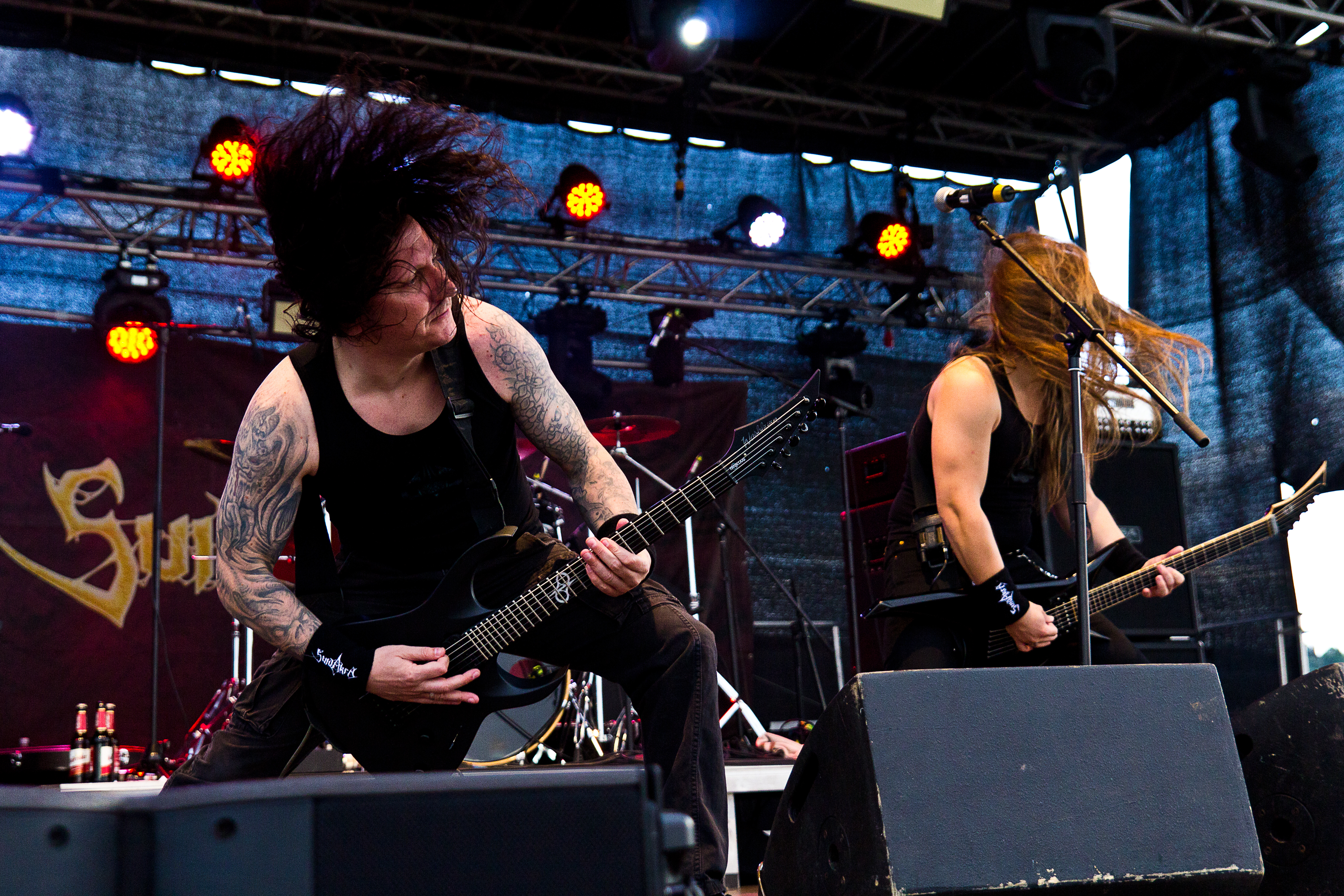
Suidakra auf dem Rockharz 2015 in Ballenstedt

- 1997: Lupine Essence (Eigenproduktion)
- 1998: Auld Lang Syne (Last Episode)
- 1999: Lays from Afar (Last Episode)
- 2000: The Arcanum (Last Episode)
- 2002: Emprise to Avalon (Century Media)
- 2003: Signs for the Fallen (Century Media)
- 2005: Command to Charge (Armageddon Music)
- 2006: Caledonia (Armageddon Music)
- 2009: Crógacht (SPV)
- 2011: Book of Dowth (AFM Records)
- 2013: Eternal Defiance  (AFM Records)
- 2016: Realms of Odoric (AFM Records)
- 2018: Cimbric Yarns (AFM Records)
- 2019: Echoes of Yore (MDD Records)
- 2021: Wolfbite (MDD Records)
- 2024: Darkanakrad (MDD Records)

Demos
- 1995: Dawn

DVDs
- 2008: 13 Years of Celtic Wartunes (SPV)